# 貌貌
貌貌（[màʊɴ màʊɴ]；1925年1月11日—1994年7月2日），緬甸政治人物、律師、歷史學家、作家。
貌貌於1946年在仰光大學獲得藝術學士學位。1949年取得法學學士學位。後又取得烏特勒支大學法學博士及耶魯大學司法學博士學位。他在奈温執政期間曾擔任首席大法官職務。
1988年8月19日，成為緬甸總統，兼任緬甸社會主義綱領黨主席，組建文官政府。但同年9月18日就被蘇貌發動政變推翻，取而代之的是國家恢復法律和秩序委員會。此後，他就從公眾視野中消失了。